# Deutscher Reiseverband

Das Logo des DRV

Der Deutsche Reiseverband (DRV) wurde am 10. August 1950 in Frankfurt am Main als Deutscher Reisebüro Verband gegründet. Die Rechtsform ist ein eingetragener Verein.

## Aufgaben und Ziele
Der Verband ist die führende Vertretung der deutschen Reisewirtschaft. Er vertritt deren Interessen auf politischer Ebene und in der Öffentlichkeit im In- und Ausland. Er repräsentiert die Reiseveranstalter und Reisebüros aller Organisationsformen und -größen ebenso wie die touristischen Leistungsträger (Anbieter von Einzelleistungen in der Reisebranche) und Dienstleister gegenüber der Politik und der Wirtschaft. Die Mitgliedsunternehmen erwirtschaften rund 90 Prozent des Umsatzes der deutschen Touristikbranche.
- DRV Service GmbH: Die DRV Service GmbH ist Tochtergesellschaft des Deutschen Reiseverbandes e. V. und Dienstleistungsunternehmen für die gesamte Reisewirtschaft. Ihr Leistungsangebot richtet sich an deutsche und internationale Unternehmen und umfasst die Durchführung von Marketingkampagnen und -aktionen, Organisation von Tagungen, Kongressen und der Verkauf der Travel Industry Card.
- DRV-Tarifgemeinschaft: Sie ist zuständig für die Wahrnehmung der Arbeitgeber-Interessen gegenüber der Dienstleistungs-Gewerkschaft ver.di. Mitglieder des DRV sind nicht verpflichtet, der Tarifgemeinschaft beizutreten. Die Vereinigung der hessischen Unternehmerverbände (VhU) bildet die Geschäftsführung der DRV-Tarifgemeinschaft.
- Die Talentakademie ist eine Plattform zur Förderung des touristischen Nachwuchses. Sie bietet Gelegenheit zum Netzwerken und Austausch mit der Branche und der Politik. Drei Formate bilden verschiedene Karrierestufen ab: die Young Talents, die Jungen Fachkräfte und die Jungen Führungskräfte.

## Struktur
Innerhalb des Branchenverbands sind die einzelnen Interessengruppen in fünf Säulen sowie in die Gruppe der fördernden Mitglieder zusammengefasst. Dazu gehören:
- Säule A: Mittelständische Reisemittler
- Säule B: Konzerngebundene Reisemittler
- Säule C: Mittelständische Reiseveranstalter
- Säule D: Konzern-Reiseveranstalter
- Säule E: Assoziierte Mitglieder (Reiseunternehmen, die weder Reisemittler noch Reiseveranstalter sind, sowie touristische Leistungsträger und Dienstleister)
- Fördernde Mitglieder

### Verbandsvorstand
Der DRV wird derzeit (Legislaturperiode 2022 bis 2025)von einem siebenköpfigen Präsidium und weiteren acht Vorstandsmitgliedern geleitet. Das Präsidium besteht aus DRV-Präsident Norbert Fiebig, Finanzvorständin Ute Dallmeier sowie den fünf Vizepräsidenten bzw. der Vizepräsidentinnen der Säulen A bis E. Dem insgesamt 16-köpfigen Vorstand gehört neben diesen Präsidiums- und Vorstandsmitgliedern noch ein kooptiertes Vorstandsmitglied an.
- Präsident: Norbert Fiebig
- Finanzvorständin: Ute Dallmeier (Lufthansa City Center Niederrhein, Mönchengladbach[1])
- Vizepräsident: Ralf Hieke (IVR Reisebüro, Ibbenbüren)
- Vizepräsident: Andreas Heimann (DER Deutsches Reisebüro, Frankfurt am Main)
- Vizepräsident: Johannes Zurnieden (Phoenix Reisen, Bonn)
- Vizepräsidentin: Mark Tantz (DER Touristik Group, Frankfurt am Main)[1]
- Vizepräsident: Ulrike Katz (justZargescommunicate!, Berlin)[3]

### Ehrenpräsidenten
- Klaus Laepple, Präsident von 2000 bis 2010

## Kampagnen

### Ausbildungsoffensive
Der DRV setzt sich für die Förderung von Nachwuchskräften in der Reisebranche ein. Das Ziel der branchenweiten Ausbildungsoffensive ist, die Zahl der Auszubildenden zur Tourismuskauffrau /-kaufmann zu erhöhen. Dazu dienen Informationen und Tipps rund um die Möglichkeiten zur Ausbildung von qualifiziertem Nachwuchs, Infos für den Berufseinstieg in die Reisebranche sowie eine Stellenbörse mit aktuellen Ausschreibungen von Unternehmen in der Tourismusbranche.

### EcoTrophea
Die internationale DRV-Auszeichnung EcoTrophea würdigt innovative und vorbildliche Nachhaltigkeitsprojekte in der Tourismusbranche. Sie wird seit 1987 alljährlich vom DRV verliehen. Ausgezeichnet werden einzelne Personen, Gruppen, Organisationen, Unternehmen oder Kommunen, die einen wirkungsvollen, beispielhaften und innovativen Beitrag zum umwelt- und/oder sozialverträglichen Tourismus im Sinne des Verbandes geleistet haben.
Preisträger:
- 2022: Studiosus Reisen
- 2021: Iberostar
- 2020: American Express Global Business Travel
- 2019: Futouris[6]
- 2018: Reiseagentur Renard Bleu Touareg für sozialverträglichen Tourismus: Mit Nomaden durch die Wüste Marokkos[7]
- 2017: TUI Cruises
- 2016: Projekt TourCert Andina
- 2015: arbeitskreis tourismus & entwicklung (Schweiz) für das Internetportal fairunterwegs.org
- 2014: Der Reiseveranstalter Thomas Cook will mit seinem Projekt „Wertvolles Wasser“ einen Beitrag zur langfristigen Reduzierung des Wasserverbrauchs in konzerneigenen und Franchise-Hotels leisten. Darüber hinaus will das Unternehmen die Erkenntnisse aus dem Projekt der Tourismusbranche zur Verfügung stellen.
- 2013: Intrepid Travel als weltweit tätiger Gruppenreisenveranstalter mit Niederlassung in Deutschland für seinen ganzheitlichen und hohen Nachhaltigkeitsanspruch.
- 2012: Das Bioreservat Huilo Huilo in Chile für sein ganzheitliches Nachhaltigkeitskonzept, bei dem Naturschutz, soziale Verantwortung und Tourismus gleichermaßen gefördert werden.
- 2011: Montenegro für das umfangreiche Wander- und Radwegeprojekt „Wildernis Hiking & Biking“
- 2010: Deutsche Bahn AG für das Angebot „Umwelt plus“ zur Vermeidung von Kohlenstoffdioxid-Emissionen.
- 2009: Hotel Jardim Atlantico auf der portugiesischen Insel Madeira für das ressourcenschonende und energiesparende Hotelkonzept sowie das Engagement der Hotelbetreiber für Natur- und Umweltschutz in der Region.
- 2008: Projekt "Alpine Pearls" (Deutschland, Frankreich, Italien, Österreich, Schweiz und Slowenien) für die grenzüberschreitende Zusammenarbeit und den ganzheitlichen Ansatz eines von sanfter Mobilität geprägten Urlaubs.
- 2007: Wildlife Association for Development and Investment (WADI) für ihr Ökohotel-Konzept „Desert Lodge“ in der ägyptischen Dakhla Oase.
- 2006: R. K. Somadasa de Silva, Inhaber und Geschäftsführer der International Diving School in Hikkaduwa, Sri Lanka, für die Wiederansiedlung von Korallen vor der Küste der Touristenorte Hikkaduwa und Polhena.
- 2005: Reiseveranstalter Boogie Pilgrim für die Verknüpfung von Umweltschutzmaßnahmen, ökologischer Tourismusförderung und Erwerbssicherung der einheimischen Bevölkerung im Hochland-Feuchtwald von Anjozorobe in Madagaskar.[8]

### DRV Hilfe ohne Grenzen
Der Verein DRV Hilfe ohne Grenzen e. V. wurde am 24. Oktober 2002 in Dubrovnik gegründet. Sein Zweck ist die Unterstützung von durch Naturkatastrophen, Terror oder kriegerische Handlungen in Not geratenen Personen vor allem durch die Bereitstellung von Transportmitteln der Tourismusbranche.
Dieses Ziel soll erreicht werden durch die Koordination und Unterstützung von Hilfsmaßnahmen, die Kooperation mit anderen gemeinnützigen Hilfsorganisationen und die Sammlung und Verteilung von Geld- und Sachspenden. Dazu gehört auch der Einsatz von Transportkapazitäten zu Land, zu Wasser und in der Luft. Die Tätigkeit des Vereins erfolgt unentgeltlich. Der Sitz des Vereins ist Berlin.
Der Verein wurde am 31. März 2003 in das Vereinsregister beim Amtsgericht Berlin-Charlottenburg, Nr. 22402 Nz, eingetragen.

## Mitgliedschaften
Der Verband ist Mitglied in folgenden Organisationen:
- Bundesverband der Deutschen Tourismuswirtschaft (BTW)
- Deutsche Zentrale für Tourismus e. V. (DZT)
- Deutsche Gesellschaft für Tourismuswissenschaft e. V. (DGT)
- Deutsche Gesellschaft für Reiserecht (DGfR)
- Deutsche Gesellschaft für Verbandsmanagement e. V. (DGVM)
- Deutsches Seminar für Tourismus e. V. (DSFT)
- Deutscher Schutzverband gegen Wirtschaftskriminalität (DSW)
- Europäische Bewegung Deutschland (EBD)
- Vereinigung hessischer Unternehmerverbände (VhU)
- Österreichischer ReiseVerband
- Code of Conduct for the Protection of Children from Sexual Exploitation in Travel and Tourism
- Group of National Travel Agents’ and Tour Operators’ Associations within the EU (ECTAA)
- Pacific Asia Travel Association (PATA)
- Deutsches Institut für Normung e. V. (DIN)
- Gütegemeinschaft Buskomfort e. V.
- Tourismus NRW e. V.
- Verband der Fährschifffahrt und Fährtouristik e. V. (VFF)
- Bundesverband deutscher Pressesprecher (BdP)
- Association of Croation Travel Agencies (UHPA)
- Wettbewerbszentrale